# Đoàn Văn Sách
Đoàn Văn Sách (? – 1842) là một võ quan đại thần triều Nguyễn. Ông là người có công rất lớn trong việc cản phá quân Xiêm tiến vào trấn Tây Thành và Nam Kỳ từ năm 1840 đến năm 1842.

## Cuộc đời

### Gia thế
Đoàn Văn Sách là người An Giang, con trai của Tả quân Đô thống phủ Chưởng phủ sự Đoàn Văn Trường, đã theo phò Nguyễn Ánh (vua Gia Long sau này) từ những năm tháng giằng co với quân Tây Sơn. Sách còn hai người em là Đoàn Văn Lộc và Đoàn Thọ, đều là những tướng giỏi của triều Nguyễn.

### Thời Minh Mạng
Minh Mạng năm thứ 8 (1827), Đoàn Văn Sách được bổ làm Suất đội tam quân Thần sách. Năm thứ 12 (1831), Sách được tập ấm chức Phó Quản cơ, hàm Tòng tứ phẩm. Năm thứ 15 (1834), Phó Quản cơ Đoàn Văn Sách vì lập chiến công nên được phong làm Phó Vệ úy Cự dũng. Năm sau (1835), Diên Hựu tử Đoàn Văn Trường mất, Sách được gia phong làm Vệ úy Hoàn dũng, hàm Tòng tam phẩm. Cuối năm đó, Sách được đổi bổ làm Phó vệ úy Tiền vệ dinh Hổ uy.
Minh Mạng năm thứ 17 (1836), Phó Lãnh binh tỉnh Hưng Hóa là Bùi Văn Đạo tuổi già về hưu trí, Đoàn Văn Sách được bổ thay. Năm thứ 18 (1837), Sách tập tước cha làm Diên Hựu nam. Cuối năm đó (dương lịch đã là năm 1838), Sách được đổi làm Phó lãnh binh Hải Đông ở Trấn Tây.
Minh Mạng năm thứ 19 (1838), quan quân Hải Đông đánh phá được giặc Xiêm, thu được nhiều gươm súng, tù binh hơn 1300 người. Phó lãnh binh đi trận ấy là Đoàn Văn Sách, Quản cơ là Trần Văn Tri, Nguyễn Văn Đức, Hoàng Văn Quang, Phó quản cơ là Lê Văn Bích, Nguyễn Văn Của; quan người Thổ là Chưởng vệ Nhâm Vu, Quản cơ Bồn Đột cho đến bọn suất cơ, suất đội đều được thưởng quân công cấp kỷ và kim ngân tiền theo thứ bậc.
Minh Mạng năm thứ 21 (1840), tháng 2 (âm lịch), tướng quân thành Trấn Tây là Trương Minh Giảng tâu với vua rằng, quân Xiêm và Lào nổi dậy ở Bắc Tầm Bôn, gọi dân các mường đến đó. Tuyên phủ phủ Hải Đông là Trần Văn Thông, Phó Lãnh binh là Đoàn Văn Sách, Quản thủ bảo Chi Trinh là Phó Lãnh binh Nguyễn Công Nhàn đều bị giáng một cấp. Tháng sau, tên đầu mục người Xiêm là Ba Lặc Yết lại họp lũ, ngầm đến phủ Hải Đông cướp bắt hơn 70 người thổ dân đem đi. Việc đó đến tai vua. Phó lãnh binh Nguyễn Công Nhàn bị giáng tiếp 2 cấp, Phó lãnh binh Đoàn Văn Sách bị giáng tiếp 1 cấp, Tuyên phủ Trần Văn Thông bị phạt lương 1 năm.
Tháng 10 (âm lịch) năm đó, Bọn thổ phỉ ở Lò Gò Vật và Bắc Tầm Bôn, tụ họp bọn giặc người Xiêm, Lào và bọn làm phản ở Hải Đông để quấy rối Trấn Tây. Phó lãnh binh đóng giữ đồn Chi Trinh là Nguyễn Công Nhàn cho đồn Tà Sô ở xa và hiểm, bèn rút quân về, giữa đường bị phục kích của đám giặc, lính của Nhàn phần lớn chết nhiều. Giặc thừa thắng đến bức bách đồn Chi Trinh, vây chặt Chi Trinh. Nhàn ở trong đồn, quân lính chỉ còn hơn 200 người, hết sức chống giữ, đào hầm hố để tránh đạn súng lớn của giặc. Qua 24 ngày, thế rất nguy cấp. Đoàn Văn Sách phái quân đến tiếp ứng, rồi cùng một loạt binh lính theo đường sông xông vào đồn đánh bừa, chém được hơn 30 thủ cấp của giặc, giặc bỏ đồn chạy. Nhàn thấy quân viện đã đến, mở cửa đồn ra, đằng trước đằng sau đánh ập lại, giặc tan vỡ cả, đốt hết đồn trại của giặc, bèn giải được vây. Sách cùng Nhàn thương lượng, cho nơi này đường đi hiểm hóc, đóng giữ không tiện, bèn rút về đồn Sa Tôn, đắp thêm luỹ đất ở ngoài đồn để phòng bị. Sách đang bệnh trong người, phải quay về Hải Đông, vẫn để Nhàn ở đó gồm hơn 1000 lính, chia phái đi ngăn giữ.
Hay tin thắng trận, Minh Mạng vui mừng ban thưởng cho quan quân. Sách và Nhàn đều chuẩn cho thưởng làm Vệ úy trật Chánh tam phẩm, nhưng đều sung làm Phó lãnh binh. Sách được ban 1 đồng kim tiền Phi long hạng to và một cái nhẫn vàng; còn Nhàn được ban 1 đồng kim tiền Phi long hạng nhỏ và một cái nhẫn vàng.
Tháng 11 (âm lịch), tướng quân Trương Minh Giảng, Tham tán Lê Văn Đức được tin báo của Hải Tây rằng, người Xiêm người Man ước khoảng 5000 - 6000 người chia nhau quấy nhiễu phủ hạt, xin thêm quân ứng viện. Giảng và Đức cùng nhau thương lượng cho là thành phủ Hải Tây hiện có hơn 2000 quân, đã có Đề đốc Vũ Đức Trung và các tỳ tướng, có thể phòng thủ được, duy đồn Sa Tôn ở Hải Đông đang gặp nguy cấp, nên đến nơi ấy trước. Bèn đến chỗ cửa Liên Cảng, thấy binh thuyền của Phó lãnh binh Đoàn Văn Sách đóng ở đó. Hỏi thì Sách nói rằng: "Trước đây nghe tin Lãnh binh Vũ Viết Tuấn làm hỏng việc, nên thay lĩnh quân của Tuấn, sắp kiếm đường tiến đem quân đi đến Sa Tôn cứu viện và đánh dẹp". Giảng tức thời trích binh đem đi theo, hợp cùng với đạo binh của Sách, uỷ cho Sách khẩn cấp đi ngay, còn Giảng tạm dừng ở Liên Cảng để làm thanh viện xa cho các đường.
Đạo binh của Sách đánh giải được vòng vây ở Sa Tôn. Quản cơ Hoàng Văn Quang dỡ lấy đồn của giặc, sửa thêm đồn lũy, vừa thấy bọn giặc ngầm lẩn nấp, Quang tức thì đem quân đuổi theo. Sách nghe thấy, cùng với em là Đoàn Văn Lộc đến ngay ứng tiếp, vừa đến chỗ rừng rậm, giặc bốn bên nổi lên, trước sau đánh giáp lại, Sách bị thương nặng, Lộc và Quang bị giặc giết chết. Sách gặp phục binh bắn bị thương, lại hăng hái tự mình phấn đấu giết giặc, Công Nhàn đem một ít quân đến cứu được Sách, đều được vua khen là dũng tướng. Sách được chuẩn cho thưởng thụ Chưởng vệ, gia quân công 3 cấp, cho một cái bài đeo bằng vàng có 4 chữ Anh hùng chi tướng, lại thưởng thêm một cái nhẫn đeo tay bằng ngọc khảm mặt kim cương và một đồng tiền Phi long bằng vàng hạng lớn, với 30 lạng bạc.
Trấn Tây Tướng quân Trương Minh Giảng, Long - Tường Tổng đốc Bùi Công Huyên và Tham tán Lê Văn Đức cho là bọn giặc ở Sa Tôn còn hung hăng, bèn thân đốc binh thuyền tiến đến đồn sở. Sách vì bị thương chưa khỏi nên cho ở lại giữ bảo Chi Trinh. Các tướng Giảng, Huyên, Đức và Nhàn từ My Súc đến cầu Tà Sà, luôn mấy ngày hành quân đánh phá được hơn 10 đồn sở của giặc, thu được nhiều súng lớn và các loại khí giới. Giặc trốn đến đồn Chi Trinh, quân ta đuổi theo, giặc hướng về biên giới Xiêm mà chạy thoát.

### Thời Thiệu Trị
Thiệu Trị năm thứ nhất (1841), Chưởng vệ sung Phó lãnh binh Hải Đông là Đoàn Văn Sách được thăng làm Đề đốc Trấn Tây. Tháng 5 (âm lịch) năm đó, đám thổ phỉ định đánh úp thành Trấn Tây, quân ta đánh lại, bọn giặc phải lui. Nguyễn Công Trứ giữ đồn Bắc Đế, Đoàn Văn Sách giữ bảo Nhu Viễn, Cao Hữu Dực giữ đồn Kim Tháp, Nguyễn Công Nhàn giữ đồn Trấn Uy, Phạm Văn Điển quản đốc các thuyền binh đi đàn áp mặt trước thành lỵ Trấn Tây. Bọn giặc lại nhân ban đêm, cắm rào, đắp luỹ ở bên ngoài đồn Nhu Viễn của Sách. Quân ta đêm ngày phòng bị nghiêm cẩn, bọn giặc không dám động đến, nhưng chúng vẫn ẩn nấp ở trong rừng, đào đất để ngồi ẩn.
Vua cho rằng quan quân ở đồn nào phòng giữ địa phận của đồn ấy, không ra ngoài thành đánh giặc, bèn xuống dụ truyền phải ngắm kỹ hình thế, đem súng đại bác bắn nã, hoặc phái quân ra đánh phá, để làm nhụt bớt khí thế hăng hái của giặc. Tờ dụ đưa đến nơi, Công Trứ, Văn Sách và Tôn Thất Mậu chia hai đường thủy và bộ, ra ngoài thành tiến đánh. Văn Điển thì đóng quân ở Tiền Giang để làm ứng viện. Gặp giặc giao chiến, quân ta hai đạo đều bắn vào, bọn giặc chạy tan. Quân ta thừa thế, đánh phá hai đồn sở ở Thổ Sơn, đốt hết trại sách của giặc, đến tối mới thu quân về.
Sau đó, bọn giặc lại đắp luỹ đặt súng ở Hậu Giang, ngăn chặn đường đi. Vua sai Sách, Nhàn và Mậu đánh dẹp, phá bằng hết các luỹ giặc, không để cho chúng đặt súng. Gặp lúc nước sông lên, Sách phải lại ở lại giữ đồn Nhu Viễn. Mậu thì bị ốm, chỉ có Công Trứ và Công Nhàn đem quân đi. Tháng 9 (âm lịch), các tướng hiệu ở Trấn Tây bị vua định tội, Nhàn và Sách đều phải giáng 2 cấp, nhưng vẫn được lưu nhiệm.
Cuộc nổi dậy của Lâm Sâm tại phủ Lạc Hóa (vùng này ngay nay thuộc tỉnh Vĩnh Long) đã được dẹp tan. Vua mừng lắm, sai loan báo khắp cả Kinh sư, thưởng trọng cho các quan quân. Đoàn Văn Sách được thăng Đề đốc Vĩnh Long, được thưởng thêm 1 tấm bài ngọc khắc chữ Anh hùng có dây đeo kết bằng san hô, trân châu, và một cái áo quan võ bằng gấm tốt, toàn tơ, bông tròn nhỏ, màu lam.
Năm thứ 2 (1842), vua sắp ra Bắc, nghĩ đất Hà Tiên ở vào góc xa, giặc Xiêm thường đi lại dòm ngó, cần phải phòng bị cho nghiêm, liền sai thự Đề đốc Vĩnh Long Đoàn Văn Sách đem quân quan đi tới đóng giữ để nghiêm việc phòng bị. Đến khi vua ra tới tỉnh Ninh Bình, bỗng nhận được tin báo nguy cấp của Hà Tiên rằng, tướng Xiêm là Ô Thiệt Vương dốc quân ở nước vào đánh, thật không sai ý vua nghĩ trước. Vua liền xuống dụ nghiêm đốc Đoàn Văn Sách đương đầu giết giặc, chống đỡ biên thuỳ, huấn luyện các quân, chỉ bảo phương lược, lại kíp cho đốc thúc đại đội thủy binh các thuyền đồng đóng ở Nam Kỳ sang Hà Tiên vây chặn và cho gọi lĩnh Tổng đốc An - Hà Phạm Văn Điển, Tổng đốc Long - Tường Nguyễn Tri Phương, Đề đốc An Giang Nguyễn Công Nhàn chia đường đi đánh dẹp. Lại cho viên lĩnh Tổng đốc Định - Biên Lê Văn Đức làm Tổng thống quân vụ, được tiện nghi làm việc và cắt cử Thống chế dinh Thần cơ Lê Văn Phú làm Tham tán đại thần, Đề đốc Kinh thành Tôn Thất Tường làm Tán lý đại thần, đem những binh hùng mạnh ở Kinh đi thuyền đồng, tàu chiến do đường thủy vào Nam. Lại điều phát những quân hùng mạnh ở Nam trực, Tả kỳ do đường bộ đi mau đến tiếp ứng.
Tới đây, Đoàn Văn Sách và Lương Văn Liễu đưa cờ đỏ ra báo tin thắng trận, truyền đến hành tại. Vua thăng cho Sách ngay lên chức Đề đốc, thưởng thêm một chiếc nhẫn vàng dát ngọc, kim cương, hoả tề 7 viên liên châu, 1 chiếc Khoan tâm bạch ngọc bội chạm hình song phượng triều dương có dây đeo kết trân châu, san hô, kim tiền phú thọ đa nam lớn nhỏ mỗi hạng 1 đồng. Các quan quân đều được gia thưởng.

#### Qua đời
Tháng 4 (âm lịch) năm đó, Đề đốc Đoàn Văn Sách mất. Sách trước đây ở quân thứ Hà Tiên, vì bị bệnh, lui về An Giang dưỡng bệnh. Khi nghe tin Sách mất, vua buồn rầu hồi lâu, dụ rằng: "Sách khởi thân từ một viên tướng nhỏ, trong năm Minh Mệnh, về việc Hải Đông, đem một toán quân nhỏ đánh úp giết mấy vạn quân Xiêm, Lạp, giải vây luôn cho Sa Tôn, lại theo giết bọn giặc, bọc vết thương mà cố đánh. Đức hoàng khảo ta bảo cho trẫm biết ngay trước mặt, khen Sách có can đảm hơn đời, không kém gì người xưa; thưởng cho vàng ngọc, cất làm Chưởng vệ, cho kim bài có chữ "Anh dũng tướng" để nêu rõ. Đến sau, phái đi Lạc Hoá, đóng giữ cho tỉnh Hà Tiên, thường lập được kỳ công, dẹp yên biên giới. Đương định mừng tiệc khải hoàn, ghi tên cùng sông núi để đáp công lao, thì dạo trước, nghe tin Sách bị bệnh, ta vội cho đưa thứ nhân sâm ngự dụng để làm thuốc thang, không ngờ vì mệt nhọc lâu năm, dù Biển Thước cũng không chữa được! Nghìn vàng dễ kiếm, một tướng khó tìm, lấy gì tỏ nỗi thương tiếc để an ủi người trung!".
Nghĩ đến công lao của ông, vua tấn tặng làm Diên Hựu bá, chức Tiền phong dinh Đô thống, Anh dũng tướng quân, ban tên thụy là Trung Vũ. Một người con của ông được tập ấm làm Hiệu úy vệ Cẩm y, đợi khi hết tang, do 2 bộ Lễ, bộ Binh tâu xin, sẽ cho tập phong, để nối thế tước lâu dài. Ngoài việc chiếu tặng hàm, cấp tiền tuất, vua còn cho thêm gấm màu, sa màu, mỗi thứ 4 cây; vóc, trừu, nhiễu các màu 10 tấm; vải, lụa mỗi thứ 10 tấm; tiền 1000 quan; lại cho tế 1 đàn. Hơn 1 tháng sau, vua vẫn thương tiếc không dứt, lại làm thơ để viếng ông.

### Thời Tự Đức
Tháng 6 (âm lịch) năm Tự Đức thứ nhất (1849), vua chuẩn cho dựng bia võ công để khắc nhớ công lao dẹp yên cõi Tây thành của 6 người là Vũ Văn Giải, Nguyễn Tri Phương, Doãn Uẩn, Đoàn Văn Sách, Nguyễn Văn Hoàng, Tôn Thất Nghị.
Tháng 2 (âm lịch) năm Tự Đức thứ 11 (1858), có dụ chuẩn cho những bề tôi cũ được bày bài vị thờ ở đền Hiền Lương. Đoàn Văn Sách cùng 38 vị công thần đều được thờ tại đây.

## Hậu duệ
Đoàn Văn Thu là con của Diên Hựu bá Văn Sách, được nối phong tước Diên Hựu nam. Chiếu theo lệ ân ấm cho con cháu công thần thì Văn Thu chỉ được ấm thụ chức Hiệu úy vệ Cẩm y, không được tập tước. Nhưng vua nghĩ đó là một nhà có công lao to lớn để đời, công của Đoàn Văn Sách so với người khác được phong tước có khác, nên mới ra ân chuẩn cho Thu được nối phong tước Nam, vẫn ấm thụ chức Hiệu úy vệ Cẩm y, để tỏ ân cách.
Diên Hựu bá Văn Sách còn một người con trai thứ là Đoàn Văn Tuyển. Tuyển lấy Phú Mỹ Công chúa Đoan Trinh, hoàng nữ thứ 11 của vua Minh Mạng, được bổ làm Phò mã Đô úy. Công chúa và phò mã có với nhau một con trai và năm con gái. Năm Tự Đức thứ 16 (1863), phò mã Tuyển mất.